# Elecciones locales de Pereira de 2019
Las elecciones locales de Pereira de 2019 se celebraron el 27 de octubre de ese año, de manera simultánea a la elecciones que se llevaron a cabo en todo el país, para elegir al Alcalde de la ciudad y los 19 miembros del Concejo Municipal. 
Así mismo, también se votó para conformar el conformar la Asamblea Departamental y para elegir al Gobernador de Risaralda.  
En total se presentaron 8 candidatos a la alcaldía; el oficialista Carlos Maya, del Partido Liberal, salió elegido. Los liberales también fueron el partido más votado al Concejo. 

## Candidatos a la alcaldía
Los siguientes fueron los candidatos definitivos a la alcaldía:
| Partido | Partido                   | Candidato                                                                                      | Cargos ocupados |
| ------- | ------------------------- | ---------------------------------------------------------------------------------------------- | --- |
|         | Centro Democrático        | Adriana López Giraldo (50 años) Profesional en Finanzas, Gobierno y Relaciones Internacionales | |
|         | Cambio Radical            | Carlos Alberto Botero (54 años) Médico cirujano                                                | -Viceministro de Ambiente -Gobernador de Risaralda (2004-2007/2012-2015) -Presidente de la Federación Nacional de Departamentos |
|         | Alianza Verde             | Alejandro García Ríos (32 años) Abogado                                                        | -Director "Pereira Cómo Vamos" -Director de la Sociedad de Mejoras de Pereira |
|         | Polo Democrático          | Carlos Alfredo Crosthwaite (67 años) Ingeniero civil                                           | -Concejal de Pereira -Diputado de Risaralda |
|         | Pacto por Pereira         | Jesús María Hernández Cruz Ingeniero Civil                                                     | -Subgerente financiero y administrativo de Aguas y Aguas de Pereira -Jefe del departamento de Obras Públicas de la Alcaldía de Pereira -Secretario de Desarrollo Social y político de Pereira -Gerente de la Empresa de Aseo de Pereira -Gerente de la Empresa Aguas y Aseo de Risaralda -Coordinador Nacional del Sistema General de Regalías del Ministerio de Transporte |
|         | AICO                      | Carolina Bustamante Administradora de Mercadeo Publicidad y Ventas                             | -Directora de Desarrollo Turístico de la Gobernación de Risaralda - Secretaria de Gestión Administrativa de la Alcaldía de Pereira |
|         | Coalición Primero Pereira | Mauricio Salazar Peláez (45 años) Abogado                                                      | -Personero de Pereira -Representante a la Cámara |
|         | Coalición Más Cambio      | Carlos Maya López (40 años) Contador                                                           | -Secretario de Hacienda de Pereira |

## Resultados al Concejo
Los siguientes fueron los resultados, los primeros 10 superaron el umbral:
|  | 90,9 % |

|  | 2,92 % |

|  | 6,18 % |

|  | 100 % |

|  | 52,71 % |